# Birmann 32
O Birmann 32, mais conhecido como B32, é um conjunto arquitetônico de luxo localizado na esquina da Avenida Faria Lima com a Rua Leopoldo Couto de Magalhães. O edifício, concepcionado por Rafael Birmann, foi inspirado no Bryant Park, em Nova Iorque. Cada um dos pontos do conjunto foram projetados por arquitetos diferentes.
O terreno era o último em propriedade de Birmann após pagar suas dívidas. Sua construção começou em 1998, sendo paralisada entre 2000 e 2005. Ganhou fôlego em 2009, porém foi paralisada novamente por problemas de licença com a Prefeitura de São Paulo e processos judiciais, sendo concluído em 2021.
Além do prédio comercial, o empreendimento conta com um parque público, um teatro, cafés e restaurantes.

## Prédio Comercial
Projetado por Chien Chung Pei, o Edifício B32 possui estilo contemporâneo e é um dos maiores edifícios da América Latina, com 125 metros e 25 andares. Ele ocupa uma área de 120 mil m², com 54 mil m² locáveis. Ele possui classificação Buildings AAA e as certificações de arquitetura LEED Platinum e Green Building.
O Facebook alugou 30% do edifício. Entre os outros locadores, estão a Shopee e a Red Hat.

## Atrações

### Praça
A praça foi projetada por Thomas Balsley. Nela, há uma escultura metálica de uma baleia de 6 metros de altura e 20 metros de comprimento teve o custo de R$ 2 milhões e pode ser acessada por dentro de sua barriga. Ela foi projetada por diversas pessoas. Os primeiros desenhos foram feitos por Pedro Birmann, filho de Rafael, o projeto mãe foi capitaneado pelo arquiteto Renato Silva, e o projeto 3D final foi modelado pela Artemátyika e Matías Nieto-Tolosa. De acordo com Birmann, a baleia é um contraponto ao touro da B3, representando a multidisciplinaridade, a criatividade, o espírito colaborativo, superação e respeito ao ambiente.

### Teatro B32
Foi projetado por Eiji Hayakawa pelo custo de R$ 90 milhões, 50% a mais do que o previsto inicialmente. O isolamento arcústico foi criado por José Augusto Nepomuceno, autor da Sala São Paulo. Ele foi feito para ser flexível, servindo também para abrigar palestras, exposições e festas. A vidraça atrás do palco dá para a praça, fazendo com que a programação também possa ser assistida gratuitamente pelo público na rua. O teatro está equipado para transmissões 5G, com transmissões feitas pela plataforma ZoOme.TV. Sua capacidade máxima é de 900 espectadores. Já a curadoria é feita por Sandra Rodrigues.

### Restaurantes
Em cima do teatro, funciona um bar. Já no nível do chão, fica o restaurante Dasian, e no 4º andar do Edifício está o Baleia Rooftop.